# Governatorato di al-Raqqa
Il governatorato di al-Raqqa è uno dei quattordici governatorati della Siria. Il capoluogo è la città di al-Raqqa.